# Эренстольпе, Карл
Карл Генрих Эренстольпе (Карл Эренстольп; швед. Carl Henrik Ehrenstolpe, фин. Carl Henrik Ehrenstolpe; 1754, Вестергётланд, Королевство Швеция – 1825, Пернов, Лифляндская губерния, Российская империя)  — шведский офицер, затем русско-финляндский государственный деятель, улеаборгский губернатор (1809—1820).

## Биография
Выходец из шведской дворянской семьи померанского (северо-немецкого) происхождения. Родился в шведском Вестергётланде в 1754 году. В возрасте 13 лет поступил на службу в полк шведской армии, дислоцированный в Або.
В возрасте около 18 лет активно участвовал в перевороте Густава III: 16 августа 1772 года участвовал во взятии Свеаборга отрядом Якоба Магнуса Спренгтпортена и его младшего брата Георга Магнуса, за что был повышен до младшего лейтенанта.
Затем служил артиллерийским офицером, преподавал в кадетском корпусе, участвовал в Русско-шведской войне 1788—1790 годов . Вышел в отставку в 1796 году в чине подполковника. Поддерживал дружеские отношения с младшим Спренгпортеном.
Во время Русско-шведской войны 1808—1809 годов, происходившей на фоне политических неурядиц в Швеции, Эренстольп, на тот момент находившийся в отставке, одним из первых перешёл на сторону России. Он прибыл в Санкт-Петербург, где был представлен царю Александру I и был назначен первым российским улеаборгским губернатором (1808).
В должности губернатора Эренстольп оставался десять лет: с 1809 по 1819 год.  В 1810 году был награждён орденом Святой Анны 1 степени. Его спесивый характер и постоянные конфликты с местными жителями вынудили его в 1819 году уйти в отставку де-факто. В следующем 1820 году отставка Эренстольпа была официально утверждена. На посту губернатора его сменил Самуэль Фредрик фон Борн.
Эренстольп после этого переехал из Великого Княжества Финляндского в Лифляндию.
От брака с Анной-Елизаветой фон Котен (1757—1818) имел нескольких детей, из которых Карл Карлович Эренстольпе (1791—1868) стал генерал-майором русской службы.
Скончался в Пернове в 1825 году.